# Jeronimus Mercurialis
Jeronimus Mercurialis foi um médico e professor de medicina no século XVI. Ele nasceu em 30 de setembro de 1530, na região de Forli, Itália e morreu  em 9 de novembro de 1606, na cidade de Pisa. É o autor de várias obras que versam sobre a medicina. Dentre elas, tornou-se conhecimento por De Arte Gymnastica, publicado em 1569.

## De arte gymnastica
De arte gymnastica recuperou as teorias e os modos de se praticar da ginástica, elaboradas no contexto greco-romana. Especialmente importantes para a análise feita por Mercuriale a respeito da ginástica, são as obras de Hipócrates e Galeno.  A retomada dessas dessas ideias aconteceu depois de os cuidados com o corpo e saúde terem sido secundarizados durante Idade Média. Depois de sua publicação em 1569 ela foi reeditada em 1577, 1587 e 1601, enquanto Mercurialis ainda era vivo.

## Ligações externas

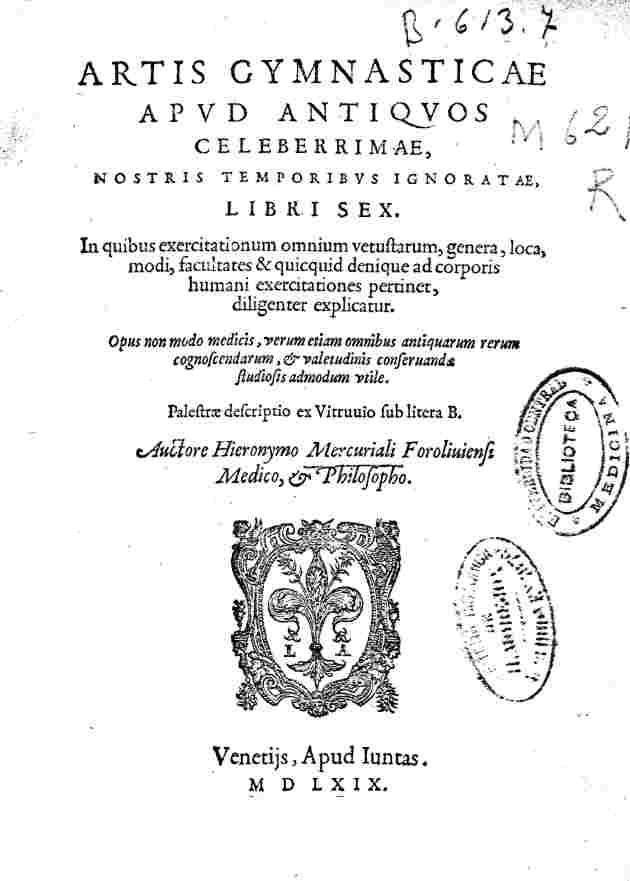
Página título de Artis gymnasticae apud antiquos celeberrimae, nostris temporis ignoratae, libri sex